# Gabriel Martinelli
Gabriel Teodoro Martinelli Silva (in portoghese: [ɡabɾiˈɛw maɾˈtʃĩnɛli]; Guarulhos, 18 giugno 2001) è un calciatore brasiliano, attaccante dell'Arsenal e della nazionale brasiliana.

## Caratteristiche tecniche
Attaccante versatile e dinamico, può svariare su tutto il fronte offensivo grazie alla rapidità e alla bravura a giocare con entrambi i piedi. È un buon finalizzatore, dotato di potenza di tiro, reagisce con prontezza agli assist che gli vengono serviti, possiede ottime capacità di posizionamento, tuttavia predilige scattare sulla linea del fuorigioco sfruttando la propria accelerazione, infatti è abile nel tagliare in are di rigore, inoltre all'occorrenza usa anche il colpo di testa.

## Carriera

### Club

#### Ituano e Arsenal
Nato nel comune brasiliano di Guarulhos (nello stato di San Paolo), Martinelli ha iniziato la sua carriera nel 2010, giocando a calcio a 5 nel settore giovanile del Corinthians; passato definitivamente al calcio a 11, nel 2015 si è trasferito all'Ituano dopo aver effettuato anche un provino con il Barcellona. Il 4 novembre 2017 ha firmato il suo primo contratto da professionista e il 17 marzo 2018 ha fatto il suo esordio in prima squadra nella partita del Campionato Paulista vinta per 2-1 contro il São Bento. Il 28 gennaio 2019 segna il suo primo gol battendo per 2-0 il São Bento, realizza la rete del 2-1 sconfiggendo il Guarani, infine segna una doppietta battendo per 3-0 il Bragantino.
Ricercato da numerosi club europei, il 2 luglio 2019 è stato acquistato dagli inglesi dell'Arsenal per circa dieci milioni di euro. Ha debuttato con i Gunners l'11 agosto seguente, giocando i minuti finali della partita di Premier League vinta per 1-0 contro il Newcastle. Il 24 settembre seguente ha segnato i suoi primi due gol con il nuovo club grazie alla doppietta nel 5-0 di Football League Cup contro il Nottingham Forest. Il 3 ottobre ha fatto il suo esordio nelle competizioni europee, partendo da titolare nel match di Europa League contro lo Standard Liegi (4-0), siglando una doppietta nei primi quindici minuti di gioco e divenendo così il più giovane calciatore nella storia dell'Arsenal a realizzare due reti in una competizione europea. Segna il suo primo gol in Premier League vincendo nella vittoria 3-1 contro il West Ham.
Durante la Champions League realizza un gol sconfiggendo per 2-1 il Siviglia, un'altra rete la segna nella goleada contro il Lens conclusasi per 6-0.

### Nazionale
Il 20 maggio 2019 è stato convocato da Tite per prendere parte agli allenamenti con la nazionale brasiliana in vista della Copa América, senza tuttavia debuttare con la maglia verde-oro. Nel marzo 2022 viene convocato in vista delle sfide contro Cile e Bolivia, valevoli per le qualificazioni ai Mondiali 2022. Fa il suo esordio subentrando nella ripresa della sfida vinta 4-0 contro i cileni.
Con la nazionale olimpica vince la medaglia d'oro ai giochi di Tokyo 2020, durante la semifinale contro il Messico finita a reti inviolate il Brasile vince per 4-1 ai calci di rigore, Martinelli è il secondo calciatore brasiliano a segnare dal dischetto.
Nel novembre 2022 viene convocato per i Mondiali i Qatar giocando in tutto tre partite. Il 16 novembre 2023 realizza la sua prima rete per i verdeoro nella sconfitta per 2-1 in casa della Colombia. Segna per la prima volta in una vittoria con la maglia del Brasile il 9 giugno 2024 battendo in un'amichevole il Messico per 3-2.

## Statistiche

### Presenze e reti nei club
Statistiche aggiornate al 20 giugno 2025.
| Stagione        | Squadra         | Campionato      | Campionato | Campionato | Coppe nazionali | Coppe nazionali | Coppe nazionali | Coppe continentali | Coppe continentali | Coppe continentali | Altre coppe | Altre coppe | Altre coppe | Totale | Totale |
| Stagione        | Squadra         | Comp            | Pres       | Reti       | Comp            | Pres            | Reti            | Comp               | Pres               | Reti               | Comp        | Pres        | Reti        | Pres   | Reti   |
| --------------- | --------------- | --------------- | ---------- | ---------- | --------------- | --------------- | --------------- | ------------------ | ------------------ | ------------------ | ----------- | ----------- | ----------- | ------ | ------ |
| 2018            | Ituano          | A1/SP           | 3          | 0          | CB              | 0               | 0               | -                  | -                  | -                  | CP          | 17          | 4           | 20     | 4      |
| gen.-giu. 2019  | Ituano          | A1/SP+D         | 14+0       | 6+0        | -               | -               | -               | -                  | -                  | -                  | -           | -           | -           | 14     | 6      |
| Totale Ituano   | Totale Ituano   | Totale Ituano   | 17+0       | 6+0        |                 | 0               | 0               | -                  | -                  | -                  | -           | 17          | 4           | 34     | 10     |
| 2019-2020       | Arsenal         | PL              | 14         | 3          | FACup+CdL       | 3+2             | 0+4             | UEL                | 7                  | 3                  | -           | -           | -           | 26     | 10     |
| ago. 2020       | Arsenal U-21    |                 | -          | -          |                 | -               | -               |                    | -                  | -                  | EFL         | 1           | 0           | 1      | 0      |
| 2020-2021       | Arsenal         | PL              | 14         | 2          | FACup+CdL       | 1+1             | 0+0             | UEL                | 6                  | 0                  | CS          | 0           | 0           | 22     | 2      |
| 2021-2022       | Arsenal         | PL              | 29         | 6          | FACup+CdL       | 1+6             | 0+0             | -                  | -                  | -                  | -           | -           | -           | 36     | 6      |
| 2022-2023       | Arsenal         | PL              | 36         | 15         | FACup+CdL       | 2+1             | 0+0             | UEL                | 7                  | 0                  | -           | -           | -           | 45     | 15     |
| 2023-2024       | Arsenal         | PL              | 35         | 6          | FACup+CdL       | 1+1             | 0               | UCL                | 6                  | 2                  | CS          | 1           | 0           | 44     | 8      |
| 2024-2025       | Arsenal         | PL              | 33         | 8          | FACup+CdL       | 1+4             | 0               | UCL                | 13                 | 2                  | -           | -           | -           | 51     | 10     |
| 2025-2026       | Arsenal         | PL              | 0          | 0          | FACup+CdL       | 0+0             | 0               | UCL                | 0                  | 0                  | -           | -           | -           | 0      | 0      |
| Totale Arsenal  | Totale Arsenal  | Totale Arsenal  | 161        | 40         |                 | 24              | 4               |                    | 39                 | 7                  |             | 2           | 0           | 222    | 51     |
| Totale carriera | Totale carriera | Totale carriera | 177        | 49         |                 | 24              | 4               |                    | 39                 | 7                  |             | 19          | 4           | 258    | 64     |

### Cronologia presenze e reti in nazionale
| Cronologia completa delle presenze e delle reti in nazionale ― Brasile | Cronologia completa delle presenze e delle reti in nazionale ― Brasile | Cronologia completa delle presenze e delle reti in nazionale ― Brasile | Cronologia completa delle presenze e delle reti in nazionale ― Brasile | Cronologia completa delle presenze e delle reti in nazionale ― Brasile | Cronologia completa delle presenze e delle reti in nazionale ― Brasile | Cronologia completa delle presenze e delle reti in nazionale ― Brasile | Cronologia completa delle presenze e delle reti in nazionale ― Brasile |
| Data                                                                   | Città                                                                  | In casa                                                                | Risultato                                                              | Ospiti                                                                 | Competizione                                                           | Reti                                                                   | Note                                                                   |
| ---------------------------------------------------------------------- | ---------------------------------------------------------------------- | ---------------------------------------------------------------------- | ---------------------------------------------------------------------- | ---------------------------------------------------------------------- | ---------------------------------------------------------------------- | ---------------------------------------------------------------------- | ---------------------------------------------------------------------- |
| 24-3-2022                                                              | Rio de Janeiro                                                         | Brasile                                                                | 4 – 0                                                                  | Cile                                                                   | Qual. Mondiali 2022                                                    | -                                                                      | 75’                                                                    |
| 29-3-2022                                                              | La Paz                                                                 | Bolivia                                                                | 0 – 4                                                                  | Brasile                                                                | Qual. Mondiali 2022                                                    | -                                                                      | 54’                                                                    |
| 6-6-2022                                                               | Tokyo                                                                  | Giappone                                                               | 0 – 1                                                                  | Brasile                                                                | Amichevole                                                             | -                                                                      | 63’                                                                    |
| 24-11-2022                                                             | Lusail                                                                 | Brasile                                                                | 2 – 0                                                                  | Serbia                                                                 | Mondiali 2022 - 1º turno                                               | -                                                                      | 87’                                                                    |
| 2-12-2022                                                              | Lusail                                                                 | Camerun                                                                | 1 – 0                                                                  | Brasile                                                                | Mondiali 2022 - 1º turno                                               | -                                                                      |                                                                        |
| 5-12-2022                                                              | Doha                                                                   | Brasile                                                                | 4 – 1                                                                  | Corea del Sud                                                          | Mondiali 2022 - Ottavi di finale                                       | -                                                                      | 72’                                                                    |
| 12-9-2023                                                              | Lima                                                                   | Perù                                                                   | 0 – 1                                                                  | Brasile                                                                | Qual. Mondiali 2026                                                    | -                                                                      | 85’                                                                    |
| 16-11-2023                                                             | Barranquilla                                                           | Colombia                                                               | 2 – 1                                                                  | Brasile                                                                | Qual. Mondiali 2026                                                    | 1                                                                      |                                                                        |
| 21-11-2023                                                             | Rio de Janeiro                                                         | Brasile                                                                | 0 – 1                                                                  | Argentina                                                              | Qual. Mondiali 2026                                                    | -                                                                      | 78’                                                                    |
| 8-6-2024                                                               | College Station                                                        | Messico                                                                | 2 – 3                                                                  | Brasile                                                                | Amichevole                                                             | 1                                                                      | 61’                                                                    |
| 12-6-2024                                                              | Orlando                                                                | Stati Uniti                                                            | 1 – 1                                                                  | Brasile                                                                | Amichevole                                                             | -                                                                      | 83’                                                                    |
| 24-6-2024                                                              | Inglewood                                                              | Brasile                                                                | 0 – 0                                                                  | Costa Rica                                                             | Coppa America 2024 - 1º turno                                          | -                                                                      | 83’                                                                    |
| 6-7-2024                                                               | Paradise                                                               | Uruguay                                                                | 0 – 0 (4 – 2 dtr)                                                      | Brasile                                                                | Coppa America 2024 - Quarti di finale                                  | -                                                                      | 87’                                                                    |
| 10-10-2024                                                             | Santiago del Cile                                                      | Cile                                                                   | 1 – 2                                                                  | Brasile                                                                | Qual. Mondiali 2026                                                    | -                                                                      | 85’                                                                    |
| 14-11-2024                                                             | Maturin                                                                | Venezuela                                                              | 1 – 1                                                                  | Brasile                                                                | Qual. Mondiali 2026                                                    | -                                                                      | 82’ 88’                                                                |
| 19-11-2024                                                             | Salvador                                                               | Brasile                                                                | 1 – 1                                                                  | Uruguay                                                                | Qual. Mondiali 2026                                                    | -                                                                      | 58’                                                                    |
| 5-6-2025                                                               | Guayaquil                                                              | Ecuador                                                                | 0 – 0                                                                  | Brasile                                                                | Qual. Mondiali 2026                                                    | -                                                                      | 64’                                                                    |
| 10-6-2025                                                              | San Paolo                                                              | Brasile                                                                | 1 – 0                                                                  | Paraguay                                                               | Qual. Mondiali 2026                                                    | -                                                                      |                                                                        |
| Totale                                                                 |                                                                        | Presenze                                                               | 18                                                                     |                                                                        | Reti                                                                   | 2                                                                      |                                                                        |

## Palmarès

### Club
- Community Shield: 2

Arsenal: 2020, 2023

### Nazionale
- Oro olimpico: 1

Tokyo 2020